# سيغالس
سيغالس (بالإسبانية: Cigales)‏ هي بلدية في مقاطعة بلد الوليد، إسبانيا. اعتبارًا من عام 2016، يبلغ عدد سكانها 5032 نسمة.